# Acherontia atropos
La esfinge de la muerte africana o esfinge de la calavera africana (Acherontia atropos) es una especie de lepidóptero ditrisio de la familia Sphingidae. El nombre común de las tres especies del género Acherontia alude al dibujo que tiene en el dorso del tórax y que se asemeja a una calavera humana.

## Distribución

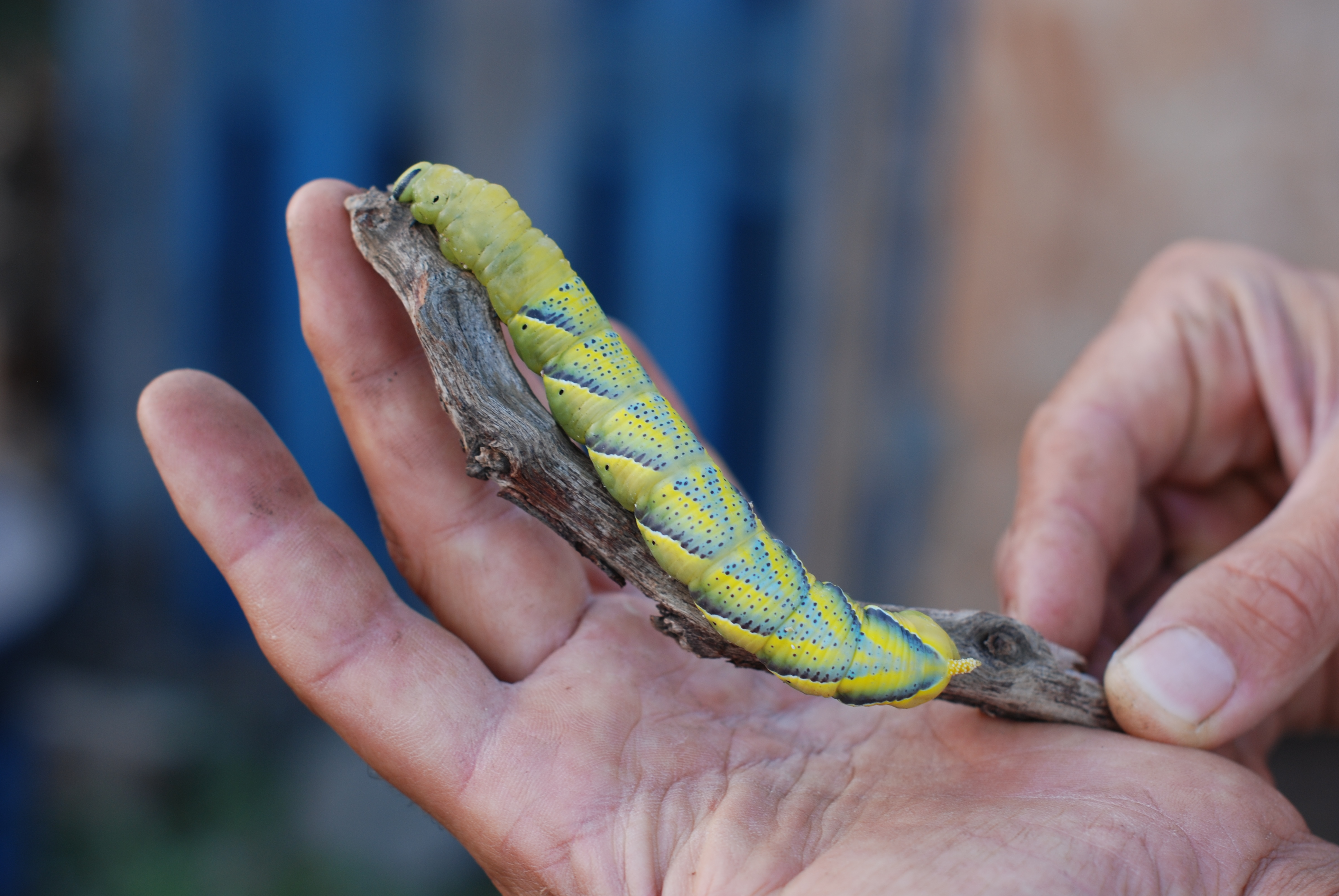
Oruga en la mano de un adulto para la comparación de tamaño. Foto capturada en las Islas Canarias.

La especie, originaria del África tropical, realiza migraciones periódicas al continente europeo. El resto de su extensión abarca desde región paleártica comprendiendo desde las islas Shetland y Lofoten hasta la Transcaucasia y norte de Irán llegando a alcanzar las islas Azores y las islas Canarias.

## Historia natural

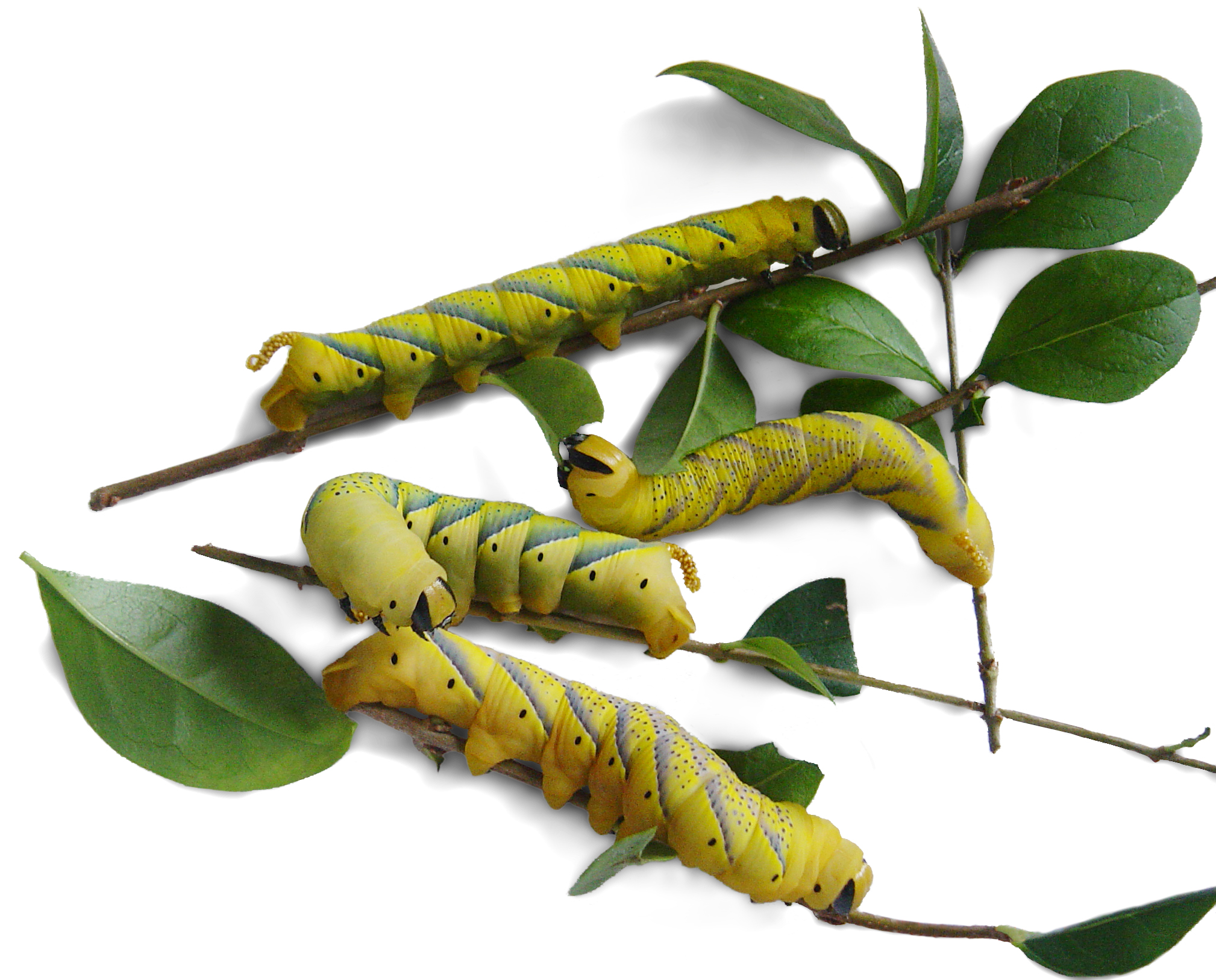
Larvas de dos semanas.

En climas cálidos produce hasta dos generaciones (mayo-junio y agosto-septiembre); en climas más septentrionales tiene una sola generación. Se puede localizar desde el nivel del mar hasta alrededor de los 1800 m s. n. m.
De costumbres crepusculares y nocturnas, se alimenta de savia fermentada, miel y ciertas flores (Jasminium). Aunque su oruga es polífaga tiene especial predilección por las solanáceas.
Con un tamaño considerable, de 9 a 12 cm en las hembras, este esfíngido emite un zumbido agudo defensivo al ser atacado por sus predadores o al ser molestada, al igual que las otras dos especies de Acherontia, Acherontia styx y Acherontia lachesis que habitan en Indonesia.

## La esfinge calavera en la cultura popular
Los nombres de las especies atropos, lachessis y styx se relacionan con conceptos asociados a la muerte. La primera se refiere a Átropos, una de las moiras, encargada de cortar el hilo de la vida, en la mitología griega, la segunda a Láquesis, quien medía con su vara la longitud del hilo de la vida, y la tercera a la laguna Estigia que rodea la región de los muertos, en la misma mitología.
En enero de 1846 la revista Arthur's Ladies' Magazine publicó el cuento "La esfinge" ("The Sphinx") del escritor estadounidense Edgar Allan Poe. Por su parte, J. Farrán y Mayoral lo traduce como "La esfinge de calavera", quizá para hacer más evidente el motivo principal del cuento. Acherontia atropos es mencionada puntualmente hacia el final del cuento, cuando el personaje secundario, pariente del protagonista, utilizando una sinopsis de historia natural, lee la siguiente descripción:

«Cuatro alas membranosas cubiertas de pequeñas escamas coloreadas, de apariencia metálica; boca en forma de trompa enrollada, formada por una prolongación de las quijadas, sobre cuyos lados se encuentran rudimentos de mandíbulas y palpos vellosos; las alas inferiores unidas a las superiores por un pelo rígido; antenas en forma de garrote alargado, prismático; abdomen en punta. La Esfinge Calavera ha ocasionado gran terror en el vulgo, en otros tiempos, por una especie de grito melancólico que profiere y por la insignia de muerte que lleva en el corselete».

Edgar Allan Poe copió parcialmente la descripción anterior del libro que tradujo Thomas Wyatt, A synopsis of natural history (1839) del profesor de historia natural C. Lemmonnier. 
Acherontia atropos saltó a la fama a raíz del filme El silencio de los corderos. Su dibujo le ha hecho ganar una reputación negativa, asociándose con fuerzas sobrenaturales malignas, por lo que ha sido presentada en películas como la anteriormente citada y Un perro andaluz. Numerosas supersticiones afirman que este lepidóptero trae mala suerte a las casas a las que entra.
En la novela Drácula, de Bram Stoker se la nombra en el capítulo XXI:
"-...y de noche grandes polillas con el dibujo de una calavera y huesos cruzados en la parte posterior.- Van Helsing asintió con la cabeza y me susurró de modo inconsciente:
-La Acherontia atropos de las esfinges, conocida comúnmente como "polilla de cabeza de muerto".
En la película de Daniel Calparsoro El aviso, basada en la novela del mismo nombre de Paul Pen, la polilla Acherontia atropos aparecía de forma recurrente ilustrando episodios de esquizofrenia del protagonista. El primer cartel de dicha película mostraba un ejemplar de la mariposa a modo de lacre para el sobre que portaba el aviso mencionado en el título.